# Sunshine Glacier (Adelaide-Insel)
Der Sunshine Glacier (englisch für Sonnenscheingletscher) ist ein Gletscher auf der westantarktischen Adelaide-Insel. In den Stokes Peaks fließt er von der Sunnyside Bowl in nordöstlicher Richtung zur Stonehouse Bay.
Das UK Antarctic Place-Names Committee benannte ihn 2011.